# Zdzisław Konicki

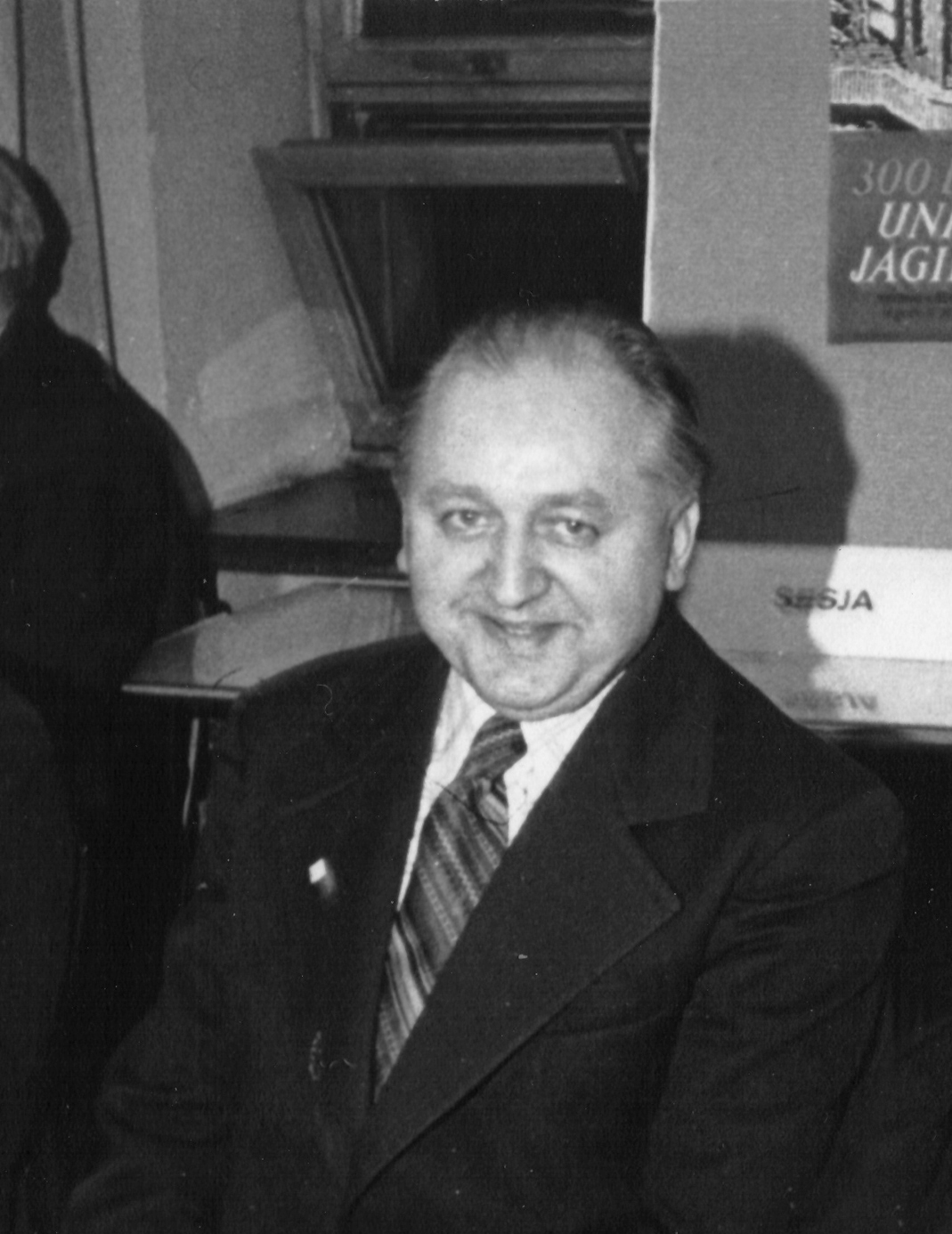
Zdzisław Konicki portret 25 kwietnia 1975

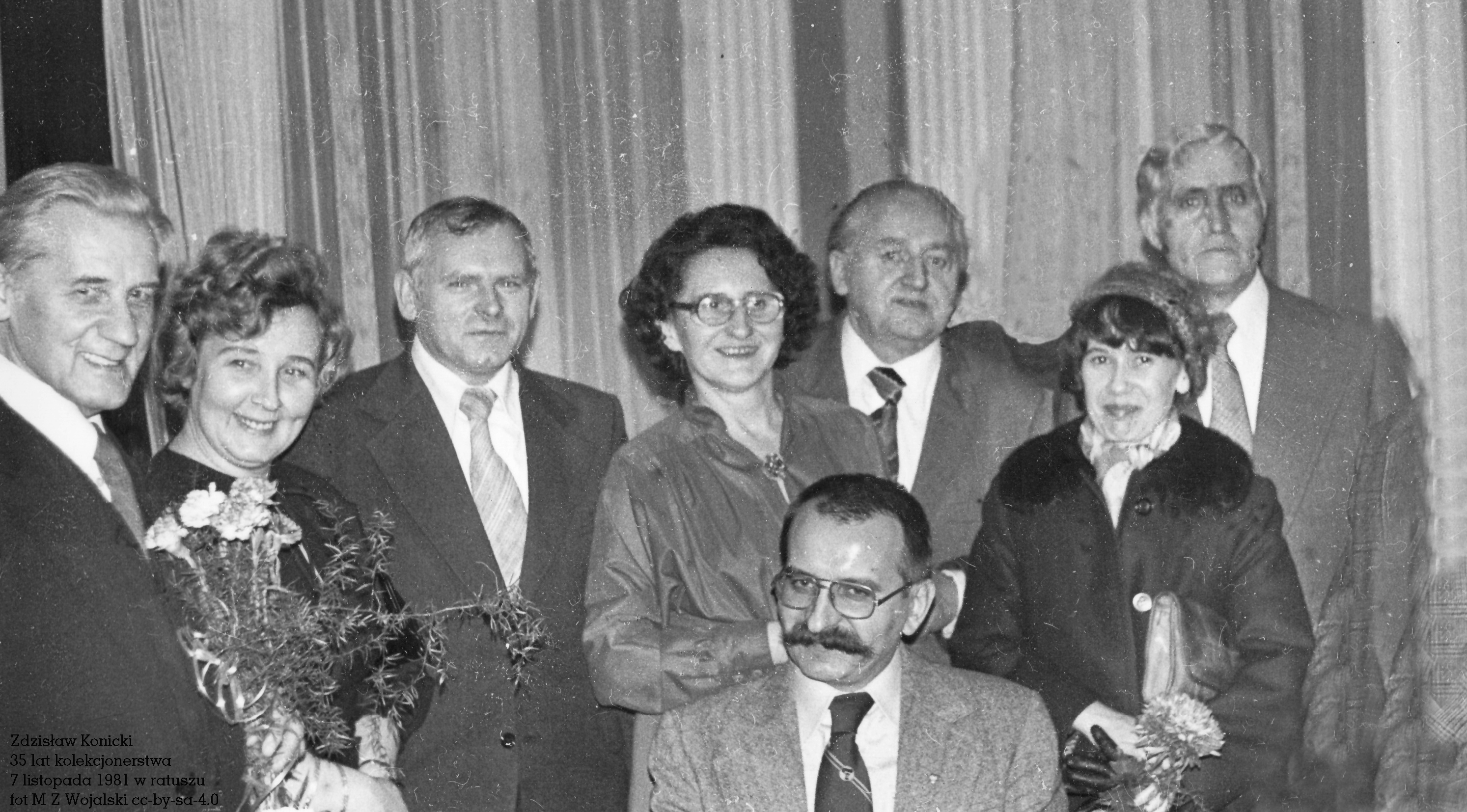
Zdzisław Konicki 7 listopada 1981 Jubileusz 35 kolekcjonerstwa w ratuszu

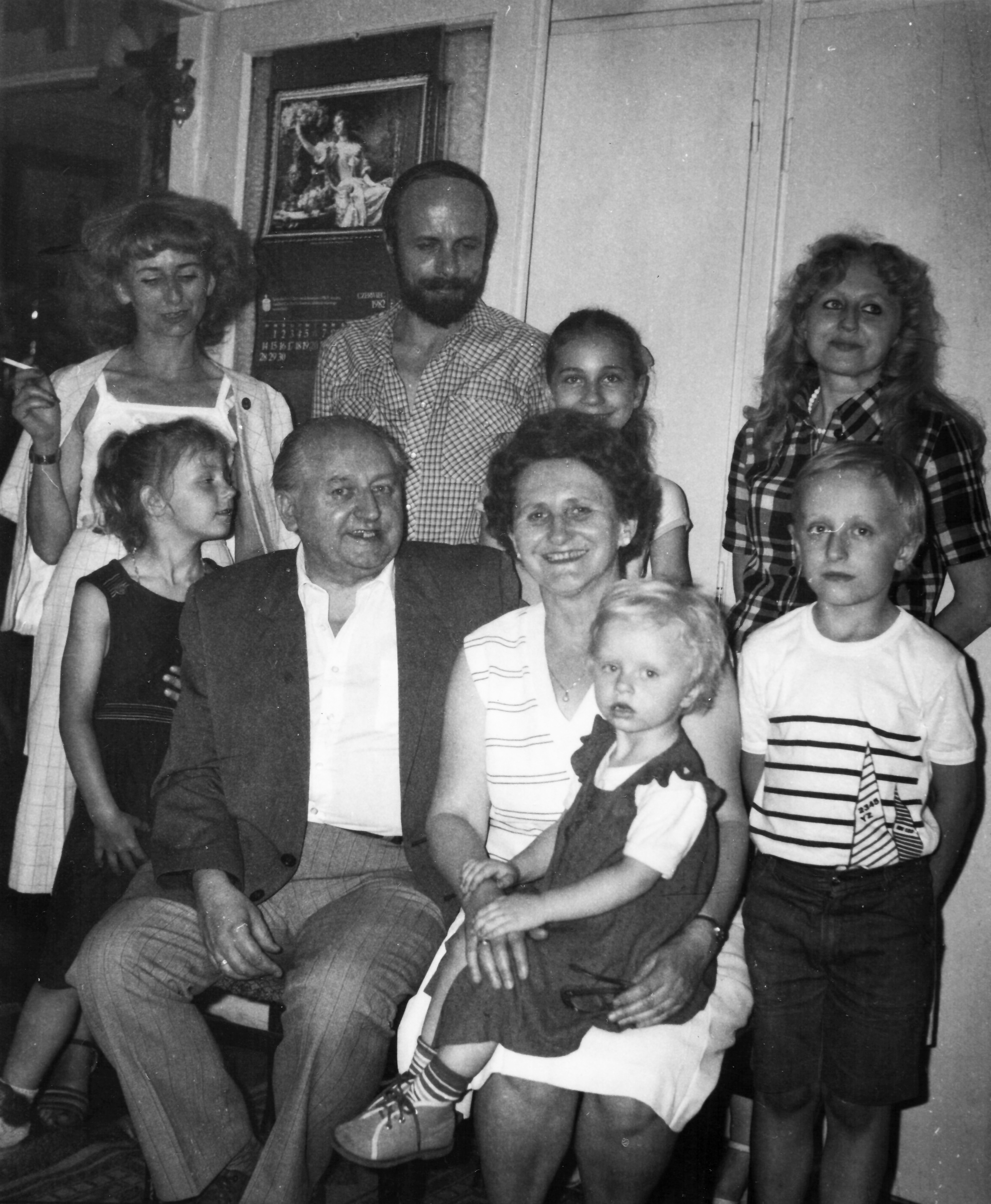
Zdzisław Konicki z rodziną 1982

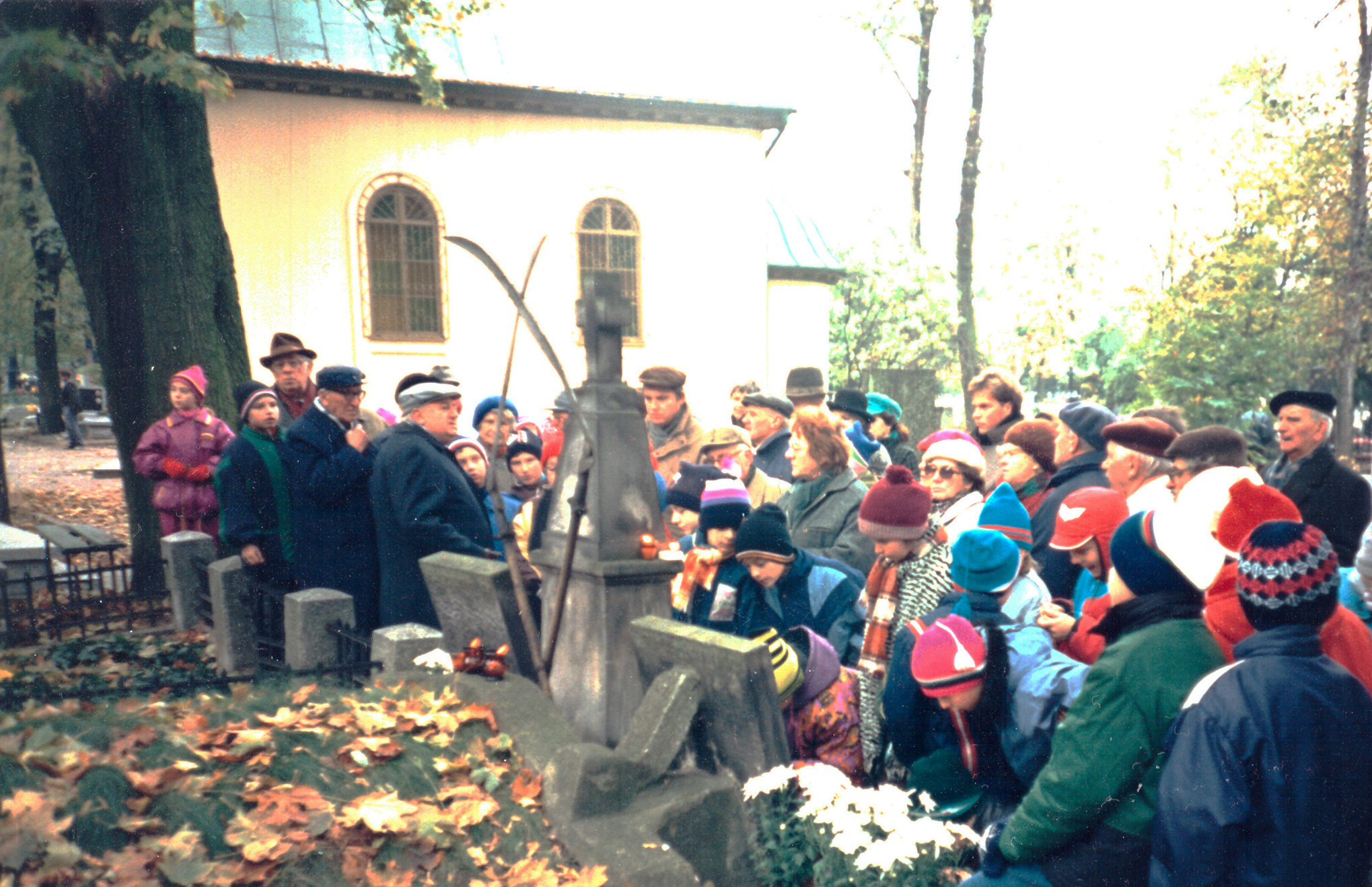
Zdzisław Konicki oprowadza po Starym Cmentarzu w Łodzi 1990

Zdzisław Konicki (ur. 25 stycznia 1925 w Łodzi, zm. 14 stycznia 1999 tamże) – polski archiwista i konserwator zbiorów archiwalnych, współzałożyciel i działacz Towarzystwa Przyjaciół Łodzi, Towarzystwa Opieki nad Zabytkami, przewodnik po Łodzi,  publicysta, regionalista, działacz społeczny. 

## Praca zawodowa
W czasie hitlerowskiej okupacji zatrudniony nieletnio jak dorosły w pracy przymusowej w Łodzi, w 1943 przymusowo wywieziony na roboty do Niemiec (do Berlina; lager mieszkalny Waltersdorf), wrócił w maju 1945 do Łodzi. Tu od końca lat 50. do śmierci mieszkał przy ul. Karpackiej 19 m. 19.
Przerwane wojną wykształcenie uzupełnił w Liceum Administracyjnym. Od 1946  przez 42 lata pracował w Wojewódzkim Archiwum Państwowym w Łodzi jako archiwista i konserwator zbiorów archiwalnych. Na emeryturę odszedł w 1990. W Wojewódzkim Archiwum Państwowym w Łodzi pracowała także jego żona – Teresa.

## Działalność pozazawodowa
Wygłosił ponad 1 500 prelekcji i odczytów. Napisał prawie 2 000 artykułów i notatek prasowych na tematy „łódzkie”, opublikowanych w prasie regionalnej i ogólnopolskiej, zwłaszcza w „Dzienniku Łódzkim” i ogólnopolskim tygodniku „Odgłosy”.
Organizator wystaw publicznych poświęconych informacji archiwalnej i konserwacji dokumentów archiwalnych, także „Historia rzemiosła łódzkiego”, „Zabytkowa ulica Piotrkowska w starej i nowej widokówce (1890–1975)” i „Łodzianie w starej fotografii”. Organizator i juror prawie 500 konkursów wiedzy o dziejach i zabytkach Łodzi, głównie dla młodzieży szkolnej.
Występował w Radiu Łódź i telewizji regionalnej TVP3 Łódź.
- członek Stowarzyszenia Dziennikarzy Polskich w Oddziale Łódzkim,
- członek Polskiego Towarzystwa Historycznego,
- członek Polskiego Towarzystwa Historii Medycyny,
- członek Stowarzyszenia Archiwistów Polskich, działacz Oddziału Łódzkiego – wieloletni prezes oddziału, członek Zarządu Głównego przez 3 kadencje,
- członek i działacz Towarzystwa Przyjaciół Muzeum Sztuki w Łodzi – współzałożyciel i długoletni wiceprezes,
- członek współzałożyciel i wieloletni zasłużony działacz Towarzystwa Przyjaciół Łodzi,
- członek Polskiego Towarzystwa Turystyczno-Krajoznawczego (PTTK), działacz Oddziału Łódzkiego, wieloletni zasłużony społeczny opiekun zabytków;
- członek i działacz Koła Przewodników PTTK, przez 3 kadencje wiceprezes,
- członek Towarzystwa Opieki nad Zabytkami w Łodzi, działacz Oddziału Łódzkiego, członek Zarządu Oddziału przez 3 kadencje,

Był znanym bibliofilem, członkiem Łódzkiego Towarzystwa Przyjaciół Książki. Poprowadził jako przewodnik prawie 3000 wycieczek po Łodzi i regionie, w tym część wycieczek w języku niemieckim. Współpracował z Ośrodkiem Badań Niemcoznawczych Uniwersytetu Łódzkiego.

## Publikacje książkowe
- Dziwy nad Łódką czyli nowy bajarz łódzki – dwa wydania, 1970 i 1992
- Łódź i okolice, Warszawa 1972 – przewodnik PTSM dla młodzieży
- Ulice Łodzi, Łódź 1995 ISBN 83-901093-2-8

## Odznaczenia i wyróżnienia
- Krzyż Kawalerski Orderu Odrodzenia Polski (1985)
- Złoty Krzyż Zasługi (1979)
- Srebrny Krzyż Zasługi (1960)
- Złoty Medal „Opiekun Miejsc Pamięci Narodowej”
- Odznaka Zasłużony Pracownik Państwowy
- Odznaka honorowa Zasłużony Działacz Kultury
- Honorowa Odznaka Miasta Łodzi
- Honorowa Odznaka Województwa Łódzkiego
- Odznaka Za Zasługi dla Miasta Łodzi
- Odznaka Za Zasługi dla Archiwistyki
- Złota Odznaka Za Opiekę nad Zabytkami